# Vârghiș
Vârghiș (en hongrois: Vargyas) est une commune roumaine du județ de Covasna, dans le Pays sicule en Transylvanie. Elle est composée d'un seul village, Vârghiș.

## Localisation
Le village de Vârghiș est située au nord-ouest du județ de Covasna, à l'est de Transylvanie, au pied des monts Perșani dans les Carpates orientales, sur les rives de la Vârghiș, à 50 km de Sfântu Gheorghe (Sepsiszentgyörgy).

## Monuments et lieux touristiques
- L'église en bois “Saint Archanges” et clocher de bois (construite en 1807), monument historique
- Église unitarienne (construite entre 1813-1820
- Église réformée
- Église catholique
- Château Daniel, construite en XVe siècle[2]
- Manoir Imecs de Vârghiș (construction XVIIe siècle), monument historique
- Maison en bois Tóth Mihály construite en 1844, monument historique
- Maison en bois construite en 1873, monument historique
- Cheile Vârghișului (les Gorges de Vârghiș), aire protégée avec une superficie de 830,10 ha
- Rivière Vârghiș
- Monts Perșani